# Надя Конакчиева
Надя Конакчиева е българска театрална и филмова актриса. Има участия в множество български телевизионни и кино филми, както и театрални представления. Към 2009 година е актриса в софийския Общински театър „Възраждане“. Участва в постановки и на Народен театър „Иван Вазов“.
Някои от по-известните ѝ роли в театъра са в представленията „Табу“ (Общински театър „Възраждане“), „Квартет“ (театрална работилница „Сфумато“), „Стела“ (театър „Възраждане“), „Роден във Ветил“ (театрална работилница „Сфумато“), „Престъпление и наказание“ (Народен театър „Иван Вазов“) и други.
През 2007-2008 г. е рекламно лице на България в рекламните кампании на Държавната агенция по туризъм, заснети от телевизия Travel TV (Травъл ТВ) – "Nature welcomes you!" и "Enjoy your choice!". Клипове от тази кампания, с нейно участие, са излъчвани по CNN, Euronews и регионални руски телевизии.

## Филмография
- „Кантора Митрани“ (2012), 12 серии - Десислава Атанасова (в 1 серия : II)
- Хайка за вълци (2000) (6 серии) – Мела, актриса в провинциален театър, любовница на режисьора, дъщеря на Мона и Иван